# Меньшов, Денис Николаевич
Денис Николаевич Меньшов (род. 25 января 1978 года, Орёл, СССР) — российский шоссейный велогонщик. Один из лучших многодневщиков 2000-х годов, успешно выступал на горных этапах и в гонках с раздельным стартом. Победитель двух из трёх самых престижных Гранд Туров — Вуэльта Испании (2007) и Джиро д’Италия (2009).

## Биография

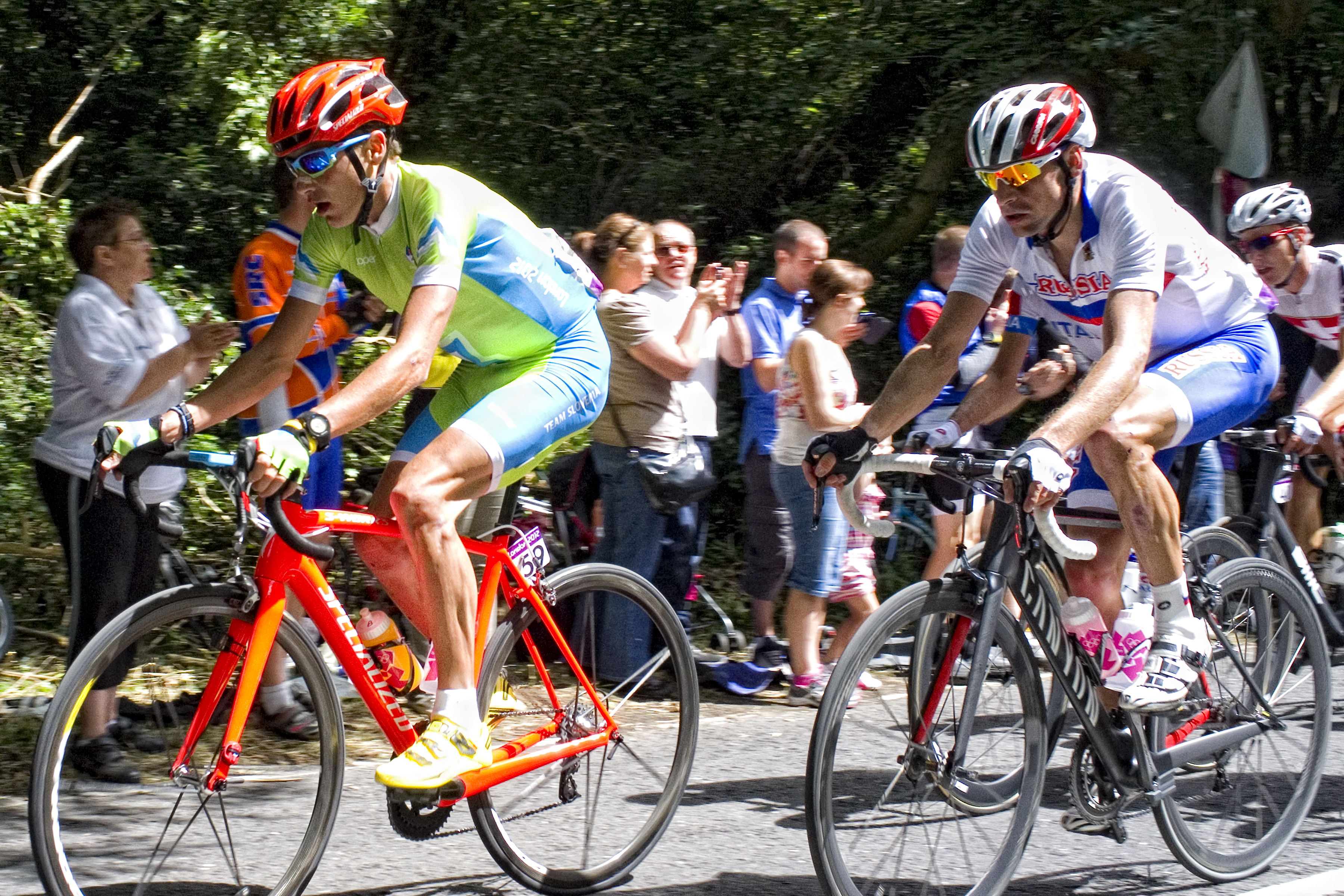
Денис Меньшов на групповой гонке Олимпийских игр 2012 (в белой майке)

### Начало карьеры
Начал карьеру в Про-туре в 2000 году, когда заключил контракт с испанской командой Banesto. Первый успех пришёл к нему в 2001, когда он выиграл Tour de l'Avenir (гонка для профессиональных молодых гонщиков). Через год он выиграл один этап и стал победителем горной классификации на Dauphine Libere. В 2003 занял 11-е место в генеральной классификации на «Тур де Франс» и стал лучшим молодым гонщиком. 2004 год был последним, когда он выступал за Banesto, и, в то же время, одним из лучших в его карьере. Он выиграл Тур Страны Басков, этапы Вуэльта Арагона и Париж — Ницца, а также 5-й этап Вуэльты Испании от Сарагосы до Морельи.

### Переход в Rabobank
В сентябре 2004 оформил контракт с голландской командой Rabobank на 2 года. Здесь он стал капитаном команды, после того как оттуда ушёл Леви Лайфаймер. В 2005 Меньшов на «Тур де Франс» из-за простуды стал лишь 85-м в генеральной классификации, финишировав с отставанием в 2 часа 35 минут от Лэнса Армстронга. На «Вуэльте» он победил на первом этапе (гонка на время) и на девятом и стал лидером генеральной классификации на некоторое время. На 15-м этапе он проиграл борьбу Роберто Эрасу в горах и закончил гонку 2-м в генеральной классификации. Но Эрас был дисквалифицирован за применение допинга, а Меньшов стал официальным победителеи Вуэльты Испании 2005.
В 2006 Меньшов выиграл на «Тур де Франс» 11-й, сложнейший, горный этап. Он победил после спринтерской развязки с американцами Лайфаймером и Лэндисом. У него были хорошие шансы на попадание в призёры Тура, но из-за усталости скатился с 3-го на 6-е место после борьбы в Альпах.
В 2007 Меньшов покинул «Тур де Франс» на 17-м этапе вместе со всей командой, через день после того, как Михаэль Расмуссен был уволен из команды из-за подозрения в применении допинга. В том же году он во второй раз смог выиграть Вуэльту в генеральной, а также горной классификациях.

### «Тур де Франс» 2008
В 2008 Меньшов заявил, что не примет участия в «Вуэльте», но постарается хорошо выступить на «Тур де Франс». Перед «Тур де Франс»-2008 Меньшов значился одним из претендентов на общую победу. На первых важных этапах в Пиренеях он не атаковал, действовал от обороны, в итоге к главным решающим этапам в Альпах находился на 5-й позиции в генеральной классификации с отставанием в 57 секунд от лидера гонки Кэйдела Эванса.
На первом альпийском, 15-м этапе Меньшов, находясь в группе лидеров со всеми основными конкурентами на общую победу, за 7 километров до финиша предпринял попытку отрыва, но упал на крутом вираже. Быстро настигнув проехавшую мимо него группу, он финишировал на том этапе 8-м. После 15-го этапа он поднялся на 4-ю позицию в генеральной классификации, проигрывая новому лидеру 38 секунд. На следующий день он заявил, что считает главным своим конкурентом за победу Карлоса Састре.
После дня отдыха группа фаворитов в полном составе добралась до пика последнего подъёма, но Меньшов, осторожничая на спуске, на финише своим бывшим попутчикам проиграл 32 секунды, что откинуло его на 5-ю позицию (проигрыш 1 минута и 13 секунд относительно Франка Шлека).
Перед началом восхождения на Альп д'Юэз вновь все фавориты держались вместе. За 13 км до финиша Карлос Састре предпринял атаку, и Меньшов поддержал его; группа нагнала их, затем последовала ещё одна атака Састре, Меньшов её поддержал, но тут же провалился в хвост группы, а затем и вовсе пошёл один. Састре ушёл в отрыв, который наращивал до финиша, а отставание Меньшова от жёлтой майки, то достигало 30 секунд, то сокращалось до 10, но он, соблюдая ровный темп, всё-таки смог нагнать их. На финише Меньшов проиграл Карлосу 2 минуты 15 секунд, с остальными конкурентами приехал с одним временем. В генеральной классификации Меньшов остался на 5-м месте с отставанием 2 минуты 39 секунд от новой жёлтой майки, Састре, минута и 5 секунд до Кэдела Эванса.
Горы закончились, на пути к Парижу остались равнинные этапы и гонка с раздельным стартом. На 18-м и 19-м этапах, как и предполагалось, изменений среди лидеров генеральной классификации не произошло, все фавориты приезжали в одной большой группе. Перед гонкой с раздельным стартом Меньшов имел высокие шансы на попадание в призёры генеральной классификации и сохранял ещё теоретические шансы на победу. Но на разделке Меньшов не смог много выиграть у своих конкурентов и остался 4-м в итоговом протоколе.

### Окончание карьеры
Из-за рецидива травмы правого колена в апреле 2013 года не смог продолжить весеннюю часть сезона. 20 мая 2013 года заявил о завершении профессиональной карьеры. 12 июля 2014 года стало известно о том, что Меньшов дисквалифицирован на два года — до 9 апреля 2015 года — за аномальные отклонения в показаниях биологического паспорта на «Тур де Франс» в 2009, 2010 и 2012 годах.

## Важнейшие победы
1997
Volta a Lleida
2001
1 место в генеральной классификации, Тур де л'Авенир
2002
- 2 этап, Критериум Дофине

2003
- 1 место в классификации лучшего молодого гонщика Тур де Франс
- Clásica a los Puertos de Guadarrama
- 2 этап, Вуэльта Леона и Кастилии

2004
- Тур страны Басков

1 место в генеральной классификации
Победа на 4-м этапе
- 5 этап, Вуэльта Испании
- 6 этап, Париж-Ницца
- 1 этап, Вуэльта Арагона

2005
победа на 1-м и 9-м этапах
 1 место в классификации лучшего горного гонщика
2006
- Тур де Франс:

5 место в генеральной классификации
Победа на 11-м этапе
- Критериум Дофине:

6 место в генеральной классификации
Победа на 4-м этапе
2007
- 2 место в генеральной классификации Вуэльта Каталонии

Победа на 5-м этапе
- Вуэльта Испании:

1 место в генеральной классификации
1 место в классификации лучшего горного гонщика
1 место в комбинированной классификации
Победа на 10-м этапе
2008
- 4 место в генеральной классификации, Тур Романдии
- 5 место в генеральной классификации, Джиро д'Италия
- 3 место в генеральной классификации, Тур де Франс (после дисквалификации призёра)

2009
- 1 место в генеральной классификации, Вуэльта Мурсии
- 1 место в генеральной классификации, Джиро д'Италия (победа на 5-м и 12-м этапах)

2010
- 2 место в генеральной классификации, Вуэльта Мурсии
- 2 место в генеральной классификации, Тур Романдии
- 2 место в генеральной классификации, Тур де Франс (после дисквалификации победителя)

2012
- 1 место в индивидуальной гонке, Чемпионат России
- 20-й этап, Вуэльта Испании

## Грандтуры
| Грандтур        | 2001 | 2002 | 2003 | 2004 | 2005 | 2006 | 2007 | 2008 | 2009 | 2010 | 2011 | 2012 |
| --------------- | ---- | ---- | ---- | ---- | ---- | ---- | ---- | ---- | ---- | ---- | ---- | ---- |
| Джиро д’Италия  | -    | -    | -    | -    | -    | -    | -    | 5    | 1    | -    | 8    | -    |
| Тур де Франс    | 47   | 93   | 11   | СГ   | 85   | 5    | СГ   | 3    | 51   | 2    | -    | 15   |
| Вуэльта Испании | -    | -    | -    | СГ   | 1    | СГ   | 1    | -    | -    | 41   | 5    | 54   |

СГ — сошёл с гонки